# Wilson Cruz
Wilson Cruz (Brooklyn, 27 de diciembre de 1973) es un actor estadounidense, conocido por interpretar a Rickie Vásquez en Es mi vida (1994-1995) y por ser un personaje recurrente en El Arca de Noé. Como una persona abiertamente gay de ascendencia afropuertorriqueña, se ha desempeñado como defensor de los jóvenes homosexuales, especialmente los negros.

## Primeros años
Wilson Cruz nació en Brooklyn (Nueva York), de padres puertorriqueños. 
Es el mayor de tres hermanos. Sus padres lo alentaron a actuar. Desde los 7 años de edad apareció en varias obras, incluyendo 
Supporting cast,
Cradle of fire,
The Roar of the Greasepaint – The Smell of the Crowd y
Becoming Memories.
Recorrió el país con el grupo Young Americans (‘jóvenes estadounidenses’). Cuando tenía 10 años, su familia se mudó a San Bernardino (California). Se graduó en la secundaria San Bernardino Eisenhower High School y asistió a la Universidad Estatal de California, donde se especializó en dos carreras: teatro e inglés. Sin embargo, abandonó la universidad para dedicarse a la actuación.
A los 19 años, Cruz le contó a su madre que era gay. Ella quedó conmocionada inicialmente, pero finalmente aceptó la noticia. En cambio su padre, al enterarse, lo echó de su casa, y Cruz pasó los siguientes meses viviendo en su automóvil y en casas de amigos. Años más tarde se reconcilió con su padre.

## Carrera
Cruz se mudó a Hollywood para buscar trabajo como actor, con la intención de ser abierto con respecto a su sexualidad desde el principio de su carrera. En 1994 fue elegido como Enrique Rickie Vásquez, un adolescente gay con problemas, en la serie de televisión de culto Es mi vida (My so called life). En un episodio (titulado «So-called angels», ‘las mal llamadas ángeles’), elaborado a partir de la propia vida de Cruz, Rickie les cuenta a sus padres, que lo echan de su casa.
Por su buena actuación, Cruz recibió en el premio Young Artist 1995 en la categoría «mejor actuación de un grupo de jóvenes en una serie de televisión».
Después de Es mi vida, Cruz representó a Joaquín, el sirviente del director del FBI y gay oculto Edgar Hoover (1895-1972) en la película Nixon, de Oliver Stone.
También obtuvo un pequeño papel en la película para televisión On Seventh Avenue (‘en la Séptima Avenida’).
En 1996 apareció junto a David Arquette como Mikey en la película Johns, acerca de las luchas diarias de los prostitutos. En 1998 interpretó a Ángel en la producción de Broadway Rent y en 2000 hizo de Víctor en la última temporada de Party of five.

## Participación en la comunidad LGBT
Cruz aboga a favor de la comunidad LGBT (lesbianas, gais, bisexuales y transexuales), y se dedica especialmente a los jóvenes negros. Ha ofrecido voluntariamente su tiempo como presentador de Youth Zone (‘zona joven’), una comunidad online en Gay.com para jóvenes LGBT. Fue nombrado Gran Mariscal del Desfile del Orgullo Gay de West Hollywood 1998, y del Desfile del Orgullo Gay 2005 en Chicago.
En 2008 fue el orador principal en la Lavender Graduation (graduación color lavanda) y el Rainbow Banquet (‘banquete del arco iris’) que honró a los estudiantes LGBT que se recibieron en la Universidad de Illinois (Chicago).
Wilson Cruz vive en Los Ángeles (California). Sabe tocar saxofón, y también clarinete y flauta. Colecciona fotos de actores en blanco y negro.

## Trabajos realizados

### Televisión
- 1994-1995: Es mi vida, Enrique Rickie Vasquez, 19 episodios
- 1996: On Seventh Avenue, Reuben Díaz
- 1996: Sister, Sister, Bobby (1 episodio).
- 1997: Ally McBeal, Steven/Stephanie (1 episodio).
- 1999-2000: Party of Five, Víctor (11 episodios).
- 2002: ER, Jeffrey Cruz (1 episodio).
- 2004: The West Wing, como Jack Sosa (2 episodios).
- 2005: The Closer, hombre en un bar (1 episodio).
- 2005-2006: Arca de Noé, Junito (7 episodios).
- 2006: Monk, un técnico que fuma (1 episodio).
- 2007: Navy NCIS: Naval Criminal Investigative Service, Todd Ryder (1 episodio: «Cover Story»).
- 2007: Rick y Steve: la pareja gay más feliz del mundo, Evan (2 temporadas).
- 2008: Raising the bar, Rafael de la Cruz (3 episodios).
- 2009: Pushing daisies, Sid Tango (1 episodio, el 13 de junio de 2009, en EE. UU.).
- 2011: Anatomía de Grey, como Kyle (1 episodio: «Start me up», el 2 de diciembre de 2009, en EE. UU.).
- 2011: Single ladies Vincent (2 episodios: «Can't hide love» y «Lost without you»).
- 2017: Star Trek: Discovery, como Teniente Comandante Hugh Culber, doctor de la USS Discovery (recurrente)

### Cine
- 1995: Nixon, Joaquín (sirviente personal gay de Hoover).
- 1996: Beat the Bash, Kevin
- 1996: Johns, Mikey
- 1996: Joyride, James
- 1997: All Over Me, Jesse
- 2000: Supernova, Benj Sotomejor
- 2003: Party Monster, Ángel
- 2005: Bam Bam and Celeste, Tony
- 2006: Coffee Date, Kelly
- 2007: Ode, Adrián
- 2009: He's Just Not that into You, Nathan
- 2009: Green Flash, Kyle
- 2009: The People I've Slept With, Gabriel
- 2011: Slip away, como David
- 2011: Convincing Clooney, como Joaquín
- 2011: Meth Head, como Julián
- 2017: After Louie, como Mateo[5]
- 2024: La madre de la novia como Scott[6]

### Teatro
- 1998: Rent, Ángel
- 2003: A Perfect Wedding, Julián
- 2005: Tick, Tick... Boom!, Michael